# 比哈尔邦
比哈尔邦（羅馬化：Bihār），印度东部的邦，是印度人口第二多的邦，首府为巴特那。和尼泊尔接壤，毗邻北方邦、西孟加拉邦、贾坎德邦。恒河自西向东贯通全境。官方语言为印地语和乌尔都语，本地语言主要有迈蒂利语、摩揭陀語、博杰普尔语。是印度年轻人口占比最高的邦，25岁以下年轻人占58%。
比哈尔邦是印度文明的政治、文化和学术重地。强权孔雀王朝和笈多王朝在摩揭陀故地崛起，佛教亦起源于此。
比哈尔邦的经济和社会发展相对落后，城市化程度较低，2020年统计的城镇化率为11.27%。有学者将之归咎于中央政策不力、本地认同感弱，同时英国东印度公司的土地政策亦有深远的不利影响。邦政府致力于改善现状，近年来，基础设施投资有所增加，卫生设施、教育条件改善，治安和贪腐问题亦有好转。

## 名称
“比哈尔”（बिहार）源自梵语 vihāra，音译为毗诃罗，通常指佛教的精舍，即佛教僧团的房舍、寺院。因邦内佛教寺院众多而得名。

## 历史

### 古代

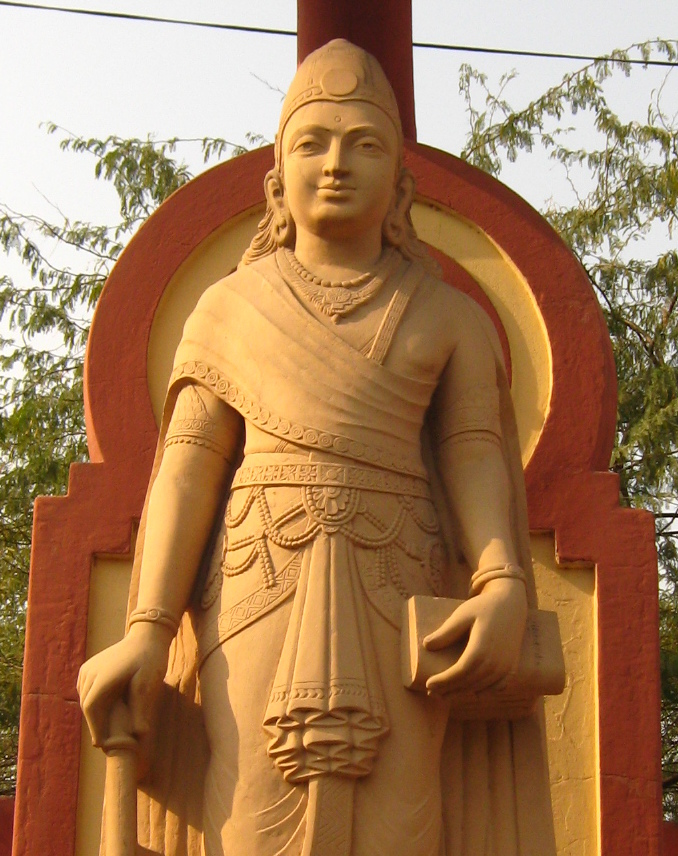
孔雀王朝的建立者旃陀罗笈多。孔雀王朝兴起于摩揭陀地区，位于今日比哈尔邦境内

比哈尔邦的历史可追溯到新石器时代，在恒河北岸的薩蘭縣有奇兰德遗址，年代在公元前2500至1345年。古印度史诗和经文记载的古国有摩揭陀、弥萨罗、鸯伽。
公元前1100年，弥萨罗地区兴起毗提诃国，在吠陀时代晚期（约前1100年至前500年），为南亚一大政治、文化强权，列王称为遮那竭。罗摩衍那史诗的女主角悉多公主就是弥萨罗地区其中一位遮那竭的女儿。毗提诃后来被跋耆國征服，跋耆國亦是弥萨罗地区的强权，都城在毗舍離，政体类似于共和制，君主在诸位罗阇中间选举产生。跋耆國被诃黎王朝征服。诃黎王朝创立于约公元前684年，都城在王舍城，统治摩揭陀地区。頻毘娑羅及其子阿闍世王是两位著名的诃黎王朝君主。阿闍世王囚禁其父頻毘娑羅而即位，建立新都巴連弗邑城，征服了跋耆國。诃黎王朝衰落后，摩揭陀地区又有幼龙王朝和難陀王朝两大强权。
前325年，摩揭陀地区兴起孔雀王朝，后来征服了難陀王朝，扩张为幅员辽阔的霸权，史学视之为印度史上首个帝国。其都城在巴連弗邑，在今日比哈尔邦首府巴特那一带。佛教亦发源于摩揭陀地区，并为孔雀王朝的雄主阿育王所接纳。公元240年，摩揭陀地区又诞生笈多王朝，在其治下，印度步入商贸和学术的黄金时代。11世纪，朱罗王朝的拉真陀罗一世率军征服了今日的比哈尔邦和孟加拉地区。
12世纪起，佛教在印度步入衰落，古尔王朝的将领巴赫蒂亚尔·卡尔吉入侵摩揭陀地区，无数佛寺被毁，那烂陀寺、超戒寺等名寺皆未能幸免，僧人纷纷出逃避难。
11世纪，弥萨罗的卡纳塔王朝兴起，取代波罗王朝的统治，14世纪又被奥伊尼瓦尔王朝取代。在11世纪至13世纪，今日的比哈尔邦地区小国林立。菩提伽耶及摩揭陀地区由比迪帕提诸王统治；今日比哈尔邦西南地区又有卡亚拉瓦拉王朝。
从5世纪至13世纪，比哈尔邦地区是印度宗教学术的重地，众多学者高僧在那烂陀寺、超戒寺等处治学，如蓮花戒、賢諦巴、寂護、无畏生护、优填延那、勀迦自在等。

### 殖民时代
1764年，英国东印度公司在布克萨尔战役取胜，取得包括比哈尔在内的印度东部地区的行政管理权。比哈尔归属于孟加拉管辖区，1912年分出比哈爾和奧里薩省。这时的比哈尔为种植业地区之一。
1914年和1916年，查姆帕兰（Champaran）靛蓝种植园工人不满其待遇，发起两次起事。1918年，圣雄甘地在查姆帕兰发起抗议运动，并获得拉金德拉·普拉萨德、施里·克里希纳·辛哈、阿努格拉·纳拉扬·辛哈等比哈尔民族主义者支持，是甘地首次发起的真理永恒运动。1929年，萨哈贾南德·萨拉斯瓦蒂在比哈尔成立农民协会，组织农民向扎明达尔地主争取权利。其组织的农民运动从比哈尔开始，发展到全印度，并在1936年于勒克瑙成立全印度农民协会。

### 独立后

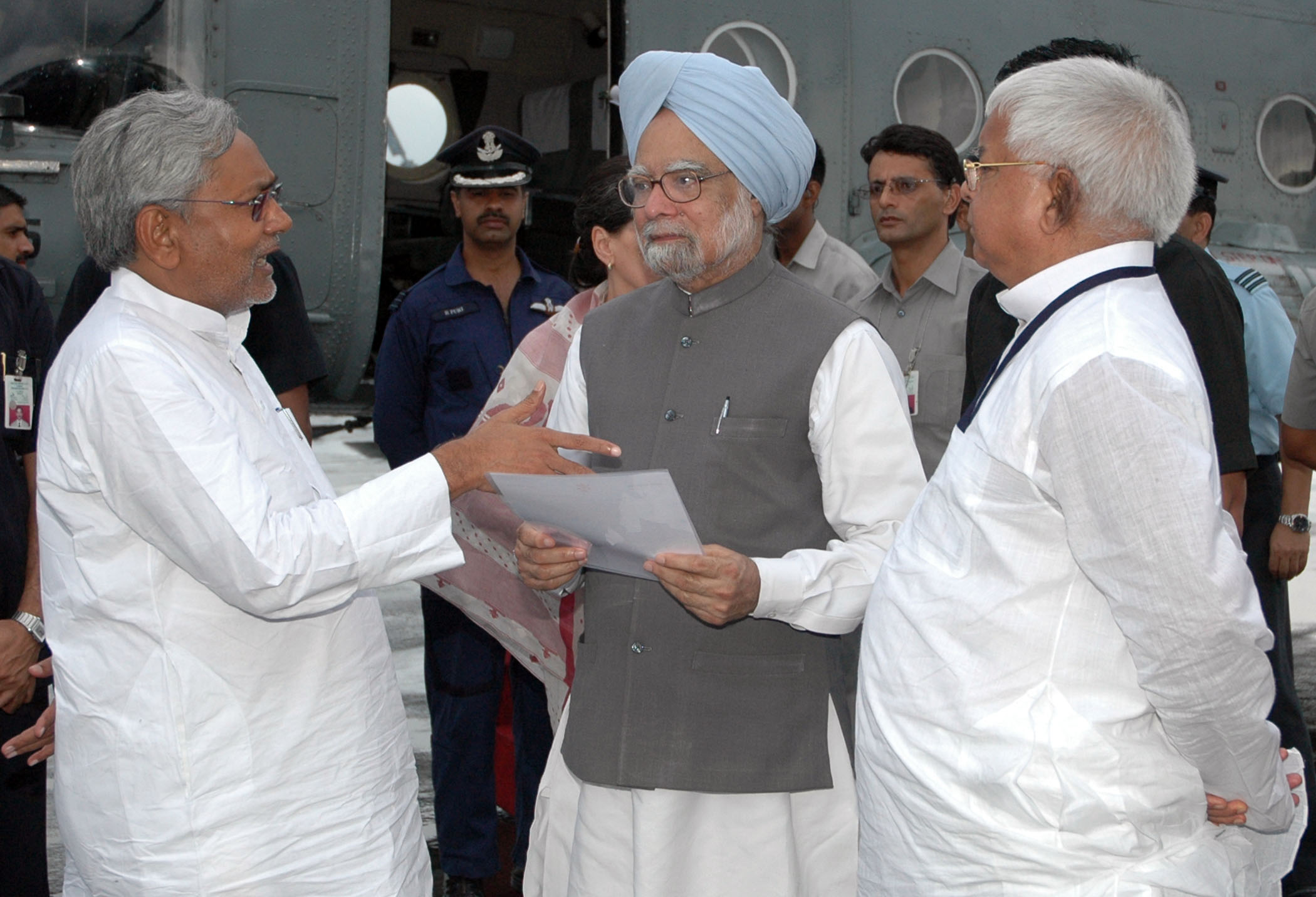
2008年，印度总理曼莫汉·辛格（中）和比哈尔邦领导人尼蒂什·庫瑪爾（左）、拉卢·普拉萨德·亚达夫（右）讨论洪灾救灾

在独立后的数十年间，比哈尔邦土地改革受阻，国大党政府在比哈尔的土地政策执行不力，导致无地农民和有产的当权者之间冲突频发。拉傑普特人和布米哈尔人等有产种姓亦在政府中间阻止各类土地再分配政策的实施，意图维持种姓不平等的状况。各地的比哈尔外劳亦遭受歧视和不公待遇。
20世纪后半叶，比哈尔邦存在严重的种姓土地分配矛盾问题，酿成多次种姓暴力冲突事件。在波杰布尔县等扎明达尔主导的地区，多有达利特阶层上街乞讨，亦常遭侮辱，导致当地逐步兴起大规模的拥护毛主义的纳萨尔派运动，扩张至比哈尔邦全境。纳萨尔派组织，如印度共产党（马列）解放组织，主要由中层种姓领导，并获达利特和相对落后的种姓支持。有产种姓则招募私人军队防范，造成武装对峙局面。2004年，经济学人撰文称比哈尔邦已是印度最糟糕一面的代名词，贫困普遍且不可避免，政客腐败，同其包庇的黑社会沆瀣一气，种姓林立的社会里，留存着最为恶劣的封建暴力。2005年，世界银行称比哈尔邦持续贫困、社会分层复杂、基础设施不足、治理薄弱，从而面临着“巨大难题”。
20世纪60年代起，国大党在比哈尔邦日渐失势，本地落后种姓的政党逐步崛起。自印度独立以来，比哈尔邦的政治格局一直以种姓制度为基础。政治影响力较大的种姓有亞達夫、科埃里、库尔米、拉傑普特、布米哈尔，及婆罗门。1990年以前，婆罗门、拉杰普特、卡雅斯塔种姓左右着邦内政局，称为先进种姓。而广大的“其他落後階層”仅在政府中有象征性的代表权。印度独立后三十年，比哈尔邦政治长期由印度国民大会党把持，而国大党又是以上层种姓为主。政治学者桑贾伊·库马尔（Sanjay Kumar）认为在1990年之前，上层种姓主导比哈尔邦政局，从而阻挠土地改革，以维持其经济地位。居中间阶层的上层落后种姓则主要加入大众党和人民党和上层种姓竞争。1989年至1990年，维什瓦纳特·普拉塔普·辛格政府依照曼达尔委员会的建议，在政府和教育机构中为“其他落后阶层”设置27%的岗位配额，并引发下层种姓反对印度人民党“宗教政治”的运动，主要人物有拉卢·普拉萨德·亚达夫、尼蒂什·庫瑪爾。到1990年，科埃里、亚达夫、库尔米这三个上层落后种姓就此崛起为新的政治精英群体。1995年比哈尔邦立法议会选举中，下层种姓团结一致的局面遭到打破，分化为亚达夫种姓的人民党和科埃里、库尔米种姓的平等党两大阵营。而上层种姓则不再占任何优势，逐渐退出主流政治舞台。
2005年至2020年，尼蒂什·庫瑪爾担任了13年的比哈尔邦首席部长，以发展经济、减少犯罪和腐败以及促进社会平等为纲领。自2010年以来，政府发起反腐败运动，将涉事腐败官员的地产重建为校舍。他还主导出台《比哈尔特别法庭法》打击犯罪，并立法规定周五两小时午餐时间，让穆斯林有时间祈祷，缓解旷工现象。比哈尔邦政府在2016年3月颁布法令限制酒类销售及消费，引发一定争议，有说法称这一举措导致旅游业受打击，还造成药物滥用现象。

## 地理
比哈尔邦面积达94,163平方公里，平均海拔53米。北邻尼泊尔，南邻贾坎德邦，东邻西孟加拉邦，西邻北方邦。可分为三个地理区域：恒河平原、罗赫达斯高原、西瓦利克山脈。而平原又以恒河为界，分为北比哈尔和南比哈尔。恒河在比哈尔邦境内又有多条支流，主要有北部的甘達基河、戈西河，源头在喜马拉雅山；巴格马蒂河，源头在加德满都谷地。恒河水系常有洪涝灾害。比哈尔邦境内亦有山区丘陵地带，如中部的拉杰吉尔丘陵、西南的开姆尔山脉、北部的西瓦利克山脈。森林面积达6,764.14平方公里，森林覆盖率7.1%。
气候方面，比哈尔邦全境位于亚热带，属副热带湿润气候。夏季炎热，冬季寒冷。五月至九月雨水最多。日均高温仅为26 °C，年均气温26 °C。气候温和，湿热季节短，一年中有几个月气候温暖炎热，温度持续高于25 °C，有时甚至高达29 °C。
自然资源方面，比哈尔邦是印度黄铁矿的最大产地，储量占比达95%。金矿储量占全国总量44%以上，有约2.23亿吨。2022年5月，在扎穆伊縣探明一座新金矿。

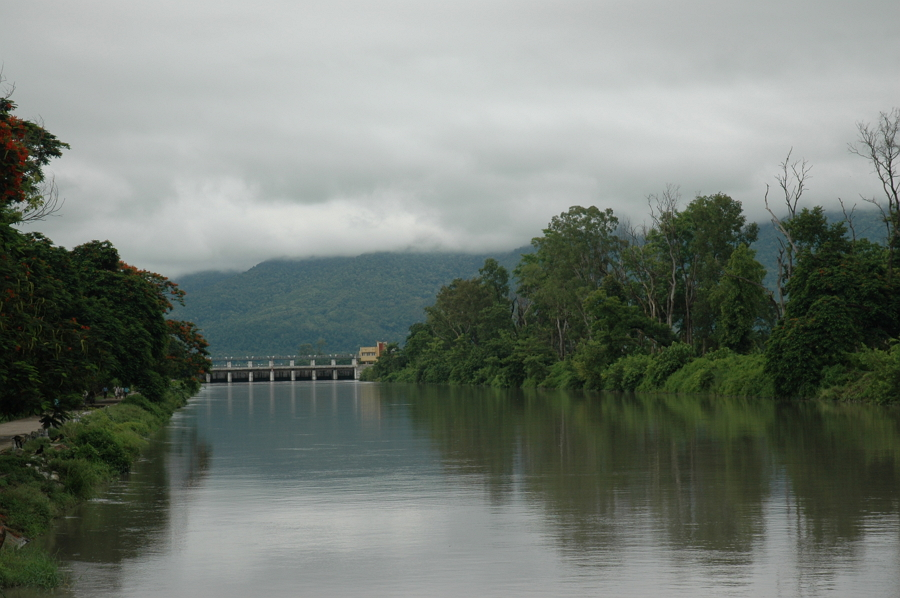
喜马拉雅山脚
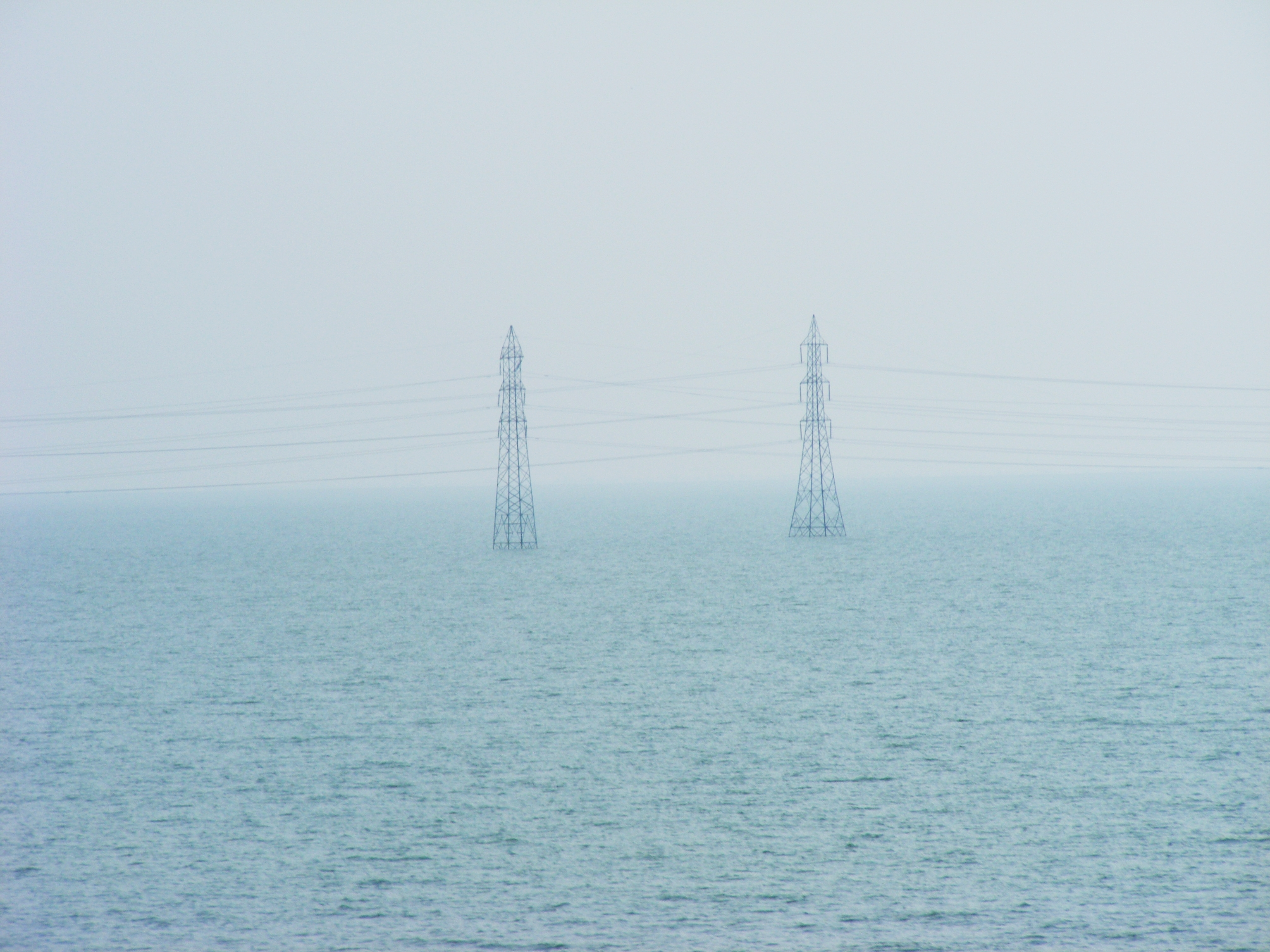
2008年洪灾
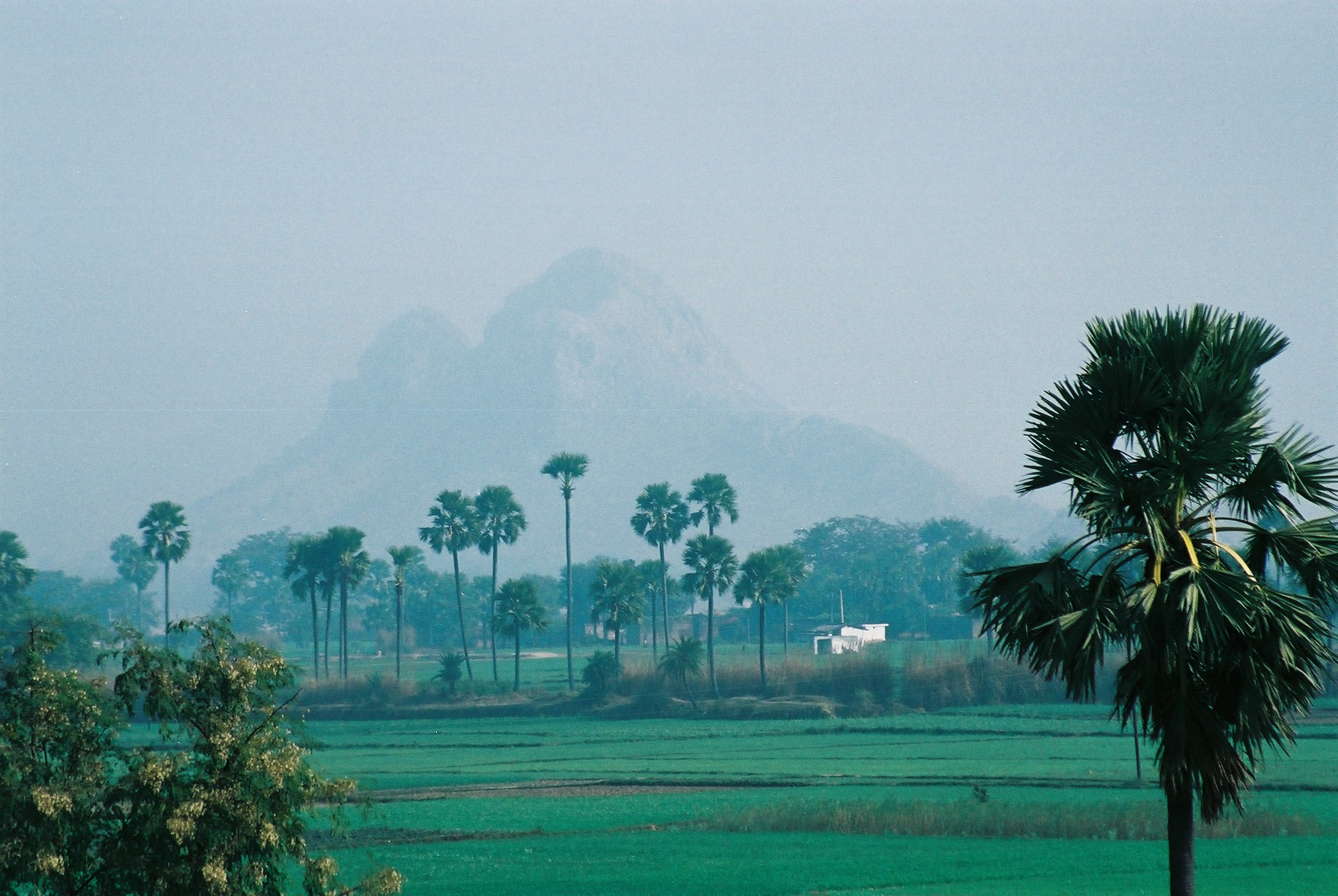
温迪亚山脉

## 社会

### 人口
比哈尔邦宗教分布（2023）
比哈尔邦语言分布（2011年普查）
根据2011年人口普查，比哈尔邦总人口达104,099,452，是印度人口第三大邦，人口密度达1,106人每平方公里，是印度人口密度最高的邦。2020年统计的男女性别比为1000:1090。2023年估计的人口达130,725,310。
比哈尔邦58%的人口低于25岁，是印度25岁以下人口比例最高的邦。2021年，比哈尔邦的城镇化率为20%。
根据2020年统计，比哈尔邦的成年识字率为68.15%，其中男性为78.5%，女性为57.8%。
比哈尔邦人绝大多数使用印度-雅利安语族语言。1947年印巴分治以后，邦内还有印度教的旁遮普人难民移入。

### 宗教
根据2023年统计，比哈尔邦81.99%的人口是印度教徒，17.70%的人口是伊斯兰教徒。其他宗教有基督教（0.05%）、佛教（0.08%）、锡克教（0.01%）等。

### 语言
比哈尔邦的官方语言是印地语，是邦内25.54%的人口的母语。8.42%的人口使用乌尔都语，是为比哈尔邦15个县的第二官方语言。
比哈尔人绝大多数使用印度-雅利安语族语言，一般是某一门比哈尔语，在印度官方的普查中归入印地语方言。其中使用人口最多的有博杰普尔语（24.86%）、迈蒂利语（12.55%）、摩揭陀語（10.87%）。如今亦有提议将这这些比哈尔语言从方言升格为地方语言。印度宪法第八附表已将迈蒂利语认定为地区语言。邦内部分地区有少数孟加拉语和素拉杰普尔语人口。

### 医疗
与印度其他邦相比，比哈尔邦的医疗卫生设施较为匮乏，亦难以充分利用国家拨款。各地的主要健康中心、次要健康中心、社区健康中心数目严重不足，分别仅达到国家标准的50%、60%和9%；公立医院床位数自2008年至2015年有所减少。据统计，比哈尔邦的大众医疗服务以私立医院为主，其私立与公立医疗支出比例在印度各邦高居第二位，且腐败状况严重，反映出公立医疗服务质量低、民众医疗成本高昂的问题。比哈尔邦缺乏2010年医疗机构法所要求的医疗报告的连续性和透明度，腐败现象得以滋生，亦导致政府难以就政策变化和医院效益做出可靠决策，导致支出不明智，岗位聘用亦不长久。根据卫生部的统计数据，比哈尔邦的医疗人员较为缺乏，医生和专科医生的缺口最大，达到75%。不过，近年来，比哈尔邦的女性医疗工作者数量、总死亡率以及婴儿、新生儿、儿童和孕产妇死亡率在逐步改善。

### 教育

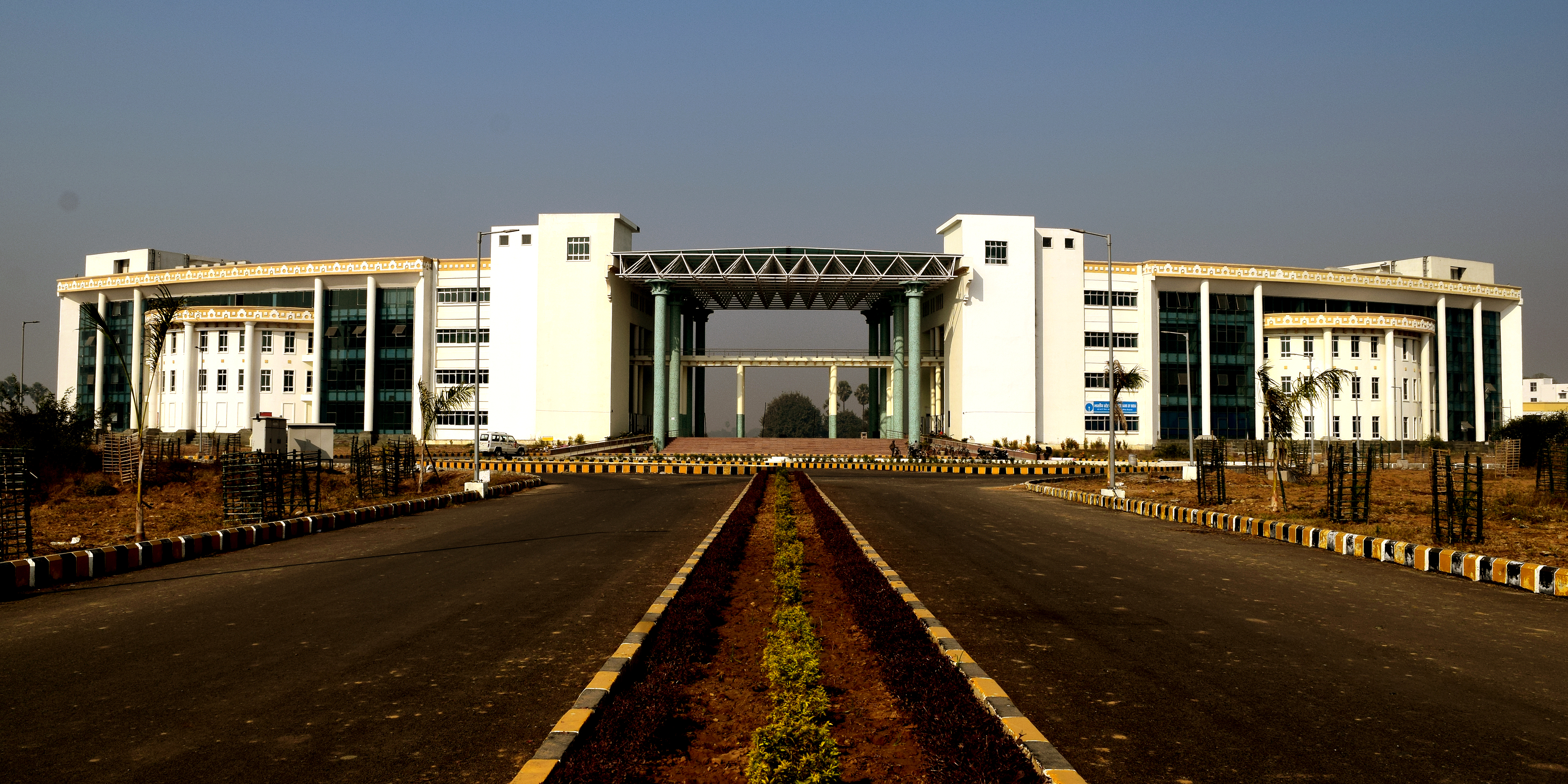
印度理工学院巴特那校区行政楼

比哈尔邦曾是印度古代的学术中心，有5世纪创立的那烂陀寺和8世纪创立的超戒寺等佛教学术殿堂，但在1200年毁于穆斯林军队入侵。1891年，学者库达·巴克什在巴特那建立库达·巴克什东方图书馆，如今是印度的国家图书馆之一，有各类藏品达500万，尤以珍贵绘画和手稿闻名。巴特那大学创立于1917年，是为印度次大陆第七古老的大学。
如今，比哈尔邦境内共有8所国家重点学院：印度理工学院巴特那校区、印度管理学院菩提伽耶校区、全印度医学院巴特那校区、巴特那国立理工学院、印度信息技术学院巴加尔布尔校区、国立制药教育与研究学院哈吉普爾校区、库达·巴克什东方图书馆、那烂陀大学。设有4所中央大学。
2002年，数学教师阿南德·库马尔在巴特那创立超级30教育项目，每年从印度社会的经济贫困阶层中选拔30名优秀考生，培训他们参与各所印度理工学院的高级联合入学考试，引得全印度关注。这类项目也令比哈尔邦成为印度工程学知识及公务员考试应试的一大培训基地。

## 政治
根据印度宪法规定，比哈尔邦以邦长为邦元首，由印度总统任命。首席部长为政府首脑，负责领导行政机关，由立法院优势党派的党魁担任。邦长是礼仪性的邦元首，而首席部长和内阁负责日常行政工作。部长会议由内阁部长和国务部长组成，并有邦首席秘书带领的秘书处协助工作。首席秘书亦是政府的行政首长。司法机关由高等法院首席法官领导，首席法官由印度总统根据联邦首席法官和邦长建议任命。
截至2023年，比哈尔邦政治主要分为两个阵营：全国民主联盟，包括印度人民党、民族大众力量党；联合进步联盟，包括民族人民党、印度斯坦人民阵线、民族大众平等党、人民黨（聯合）、印度国民大会党。此外，印度共产党曾在比哈尔邦有较大影响力，但如今有所式微。印度共产党（马克思主义）、全印前进同盟等极左政党也有一定影响力。

### 行政区划
比哈尔邦分为9个专区（division），下分38个县（district）。市政方面，比哈尔邦有19个市法团（municipal corporation）、89个市议会（nagar parishad）、154个镇议会（nagar panchayat）。
2000年11月15日，自比哈尔邦分置贾坎德邦。
* 人口数据为各县人口的总和。
| 位置图         | 行政区划       | 首府           | 面积                     | 人口（*2011） | 下辖县数 | 县           |
| -------------- | -------------- | -------------- | ------------------------ | ------------- | -------- | ------------ |
|                | 巴特那专区     | 巴特那         | 16,960 km2 (6,550 sq mi) | 17,734,739    | 6        | 巴特那縣     |
| 那烂陀县       | 巴特那专区     | 巴特那         | 16,960 km2 (6,550 sq mi) | 17,734,739    | 6        |              |
| 波杰布尔县     | 巴特那专区     | 巴特那         | 16,960 km2 (6,550 sq mi) | 17,734,739    | 6        |              |
| 罗赫达斯县     | 巴特那专区     | 巴特那         | 16,960 km2 (6,550 sq mi) | 17,734,739    | 6        |              |
| 布克薩爾縣     | 巴特那专区     | 巴特那         | 16,960 km2 (6,550 sq mi) | 17,734,739    | 6        |              |
| 开姆尔县       | 巴特那专区     | 巴特那         | 16,960 km2 (6,550 sq mi) | 17,734,739    | 6        |              |
|                | 摩揭陀专区     | 格雅           | 12,345 km2 (4,766 sq mi) | 10,931,018    | 5        | 格雅縣       |
| 納瓦達縣       | 摩揭陀专区     | 格雅           | 12,345 km2 (4,766 sq mi) | 10,931,018    | 5        |              |
| 奧蘭加巴德縣   | 摩揭陀专区     | 格雅           | 12,345 km2 (4,766 sq mi) | 10,931,018    | 5        |              |
| 杰哈纳巴德县   | 摩揭陀专区     | 格雅           | 12,345 km2 (4,766 sq mi) | 10,931,018    | 5        |              |
| 阿爾沃爾縣     | 摩揭陀专区     | 格雅           | 12,345 km2 (4,766 sq mi) | 10,931,018    | 5        |              |
|                | 蒂尔胡特专区   | 穆扎夫法尔普尔 | 17,147 km2 (6,620 sq mi) | 21,356,045    | 6        | 西查姆帕蘭縣 |
| 東查姆帕蘭縣   | 蒂尔胡特专区   | 穆扎夫法尔普尔 | 17,147 km2 (6,620 sq mi) | 21,356,045    | 6        |              |
| 穆扎法爾布爾縣 | 蒂尔胡特专区   | 穆扎夫法尔普尔 | 17,147 km2 (6,620 sq mi) | 21,356,045    | 6        |              |
| 錫塔馬里縣.    | 蒂尔胡特专区   | 穆扎夫法尔普尔 | 17,147 km2 (6,620 sq mi) | 21,356,045    | 6        |              |
| 謝奧赫爾縣     | 蒂尔胡特专区   | 穆扎夫法尔普尔 | 17,147 km2 (6,620 sq mi) | 21,356,045    | 6        |              |
| 毘舍離縣       | 蒂尔胡特专区   | 穆扎夫法尔普尔 | 17,147 km2 (6,620 sq mi) | 21,356,045    | 6        |              |
|                | 薩蘭专区       | 恰普拉         | 6,893 km2 (2,661 sq mi)  | 10,819,311    | 3        | 薩蘭縣       |
| 錫萬縣         | 薩蘭专区       | 恰普拉         | 6,893 km2 (2,661 sq mi)  | 10,819,311    | 3        |              |
| 戈巴尔根杰县   | 薩蘭专区       | 恰普拉         | 6,893 km2 (2,661 sq mi)  | 10,819,311    | 3        |              |
|                | 达尔邦格阿专区 | 达尔邦格阿     | 8,684 km2 (3,353 sq mi)  | 15,652,799    | 3        | 達爾班加縣   |
| 馬杜巴尼縣     | 达尔邦格阿专区 | 达尔邦格阿     | 8,684 km2 (3,353 sq mi)  | 15,652,799    | 3        |              |
| 瑟马斯蒂布尔县 | 达尔邦格阿专区 | 达尔邦格阿     | 8,684 km2 (3,353 sq mi)  | 15,652,799    | 3        |              |
|                | 戈西专区       | 萨哈尔萨       | 5,899 km2 (2,277 sq mi)  | 6,120,117     | 3        | 撒哈爾薩縣   |
| 馬德普拉縣     | 戈西专区       | 萨哈尔萨       | 5,899 km2 (2,277 sq mi)  | 6,120,117     | 3        |              |
| 苏包尔县       | 戈西专区       | 萨哈尔萨       | 5,899 km2 (2,277 sq mi)  | 6,120,117     | 3        |              |
|                | 普尔尼亚专区   | 普尔尼亚       | 10,009 km2 (3,864 sq mi) | 10,838,525    | 4        | 布爾尼亞縣   |
| 格蒂哈爾縣     | 普尔尼亚专区   | 普尔尼亚       | 10,009 km2 (3,864 sq mi) | 10,838,525    | 4        |              |
| 阿拉里亚县     | 普尔尼亚专区   | 普尔尼亚       | 10,009 km2 (3,864 sq mi) | 10,838,525    | 4        |              |
| 吉申根杰县     | 普尔尼亚专区   | 普尔尼亚       | 10,009 km2 (3,864 sq mi) | 10,838,525    | 4        |              |
|                | 巴加爾布爾专区 | 巴加爾布爾     | 5,589 km2 (2,158 sq mi)  | 5,061,565     | 2        | 巴加爾布爾縣 |
| 班卡縣         | 巴加爾布爾专区 | 巴加爾布爾     | 5,589 km2 (2,158 sq mi)  | 5,061,565     | 2        |              |
|                | 蒙格埃尔专区   | 蒙格埃尔       | 9,862 km2 (3,807 sq mi)  | 6,120,117     | 6        | 蒙吉爾縣     |
| 扎穆伊縣       | 蒙格埃尔专区   | 蒙格埃尔       | 9,862 km2 (3,807 sq mi)  | 6,120,117     | 6        |              |
| 卡加里亞縣     | 蒙格埃尔专区   | 蒙格埃尔       | 9,862 km2 (3,807 sq mi)  | 6,120,117     | 6        |              |
| 拉基薩萊縣     | 蒙格埃尔专区   | 蒙格埃尔       | 9,862 km2 (3,807 sq mi)  | 6,120,117     | 6        |              |
| 貝古薩萊縣     | 蒙格埃尔专区   | 蒙格埃尔       | 9,862 km2 (3,807 sq mi)  | 6,120,117     | 6        |              |
| 谢赫布尔县     | 蒙格埃尔专区   | 蒙格埃尔       | 9,862 km2 (3,807 sq mi)  | 6,120,117     | 6        |              |

## 经济

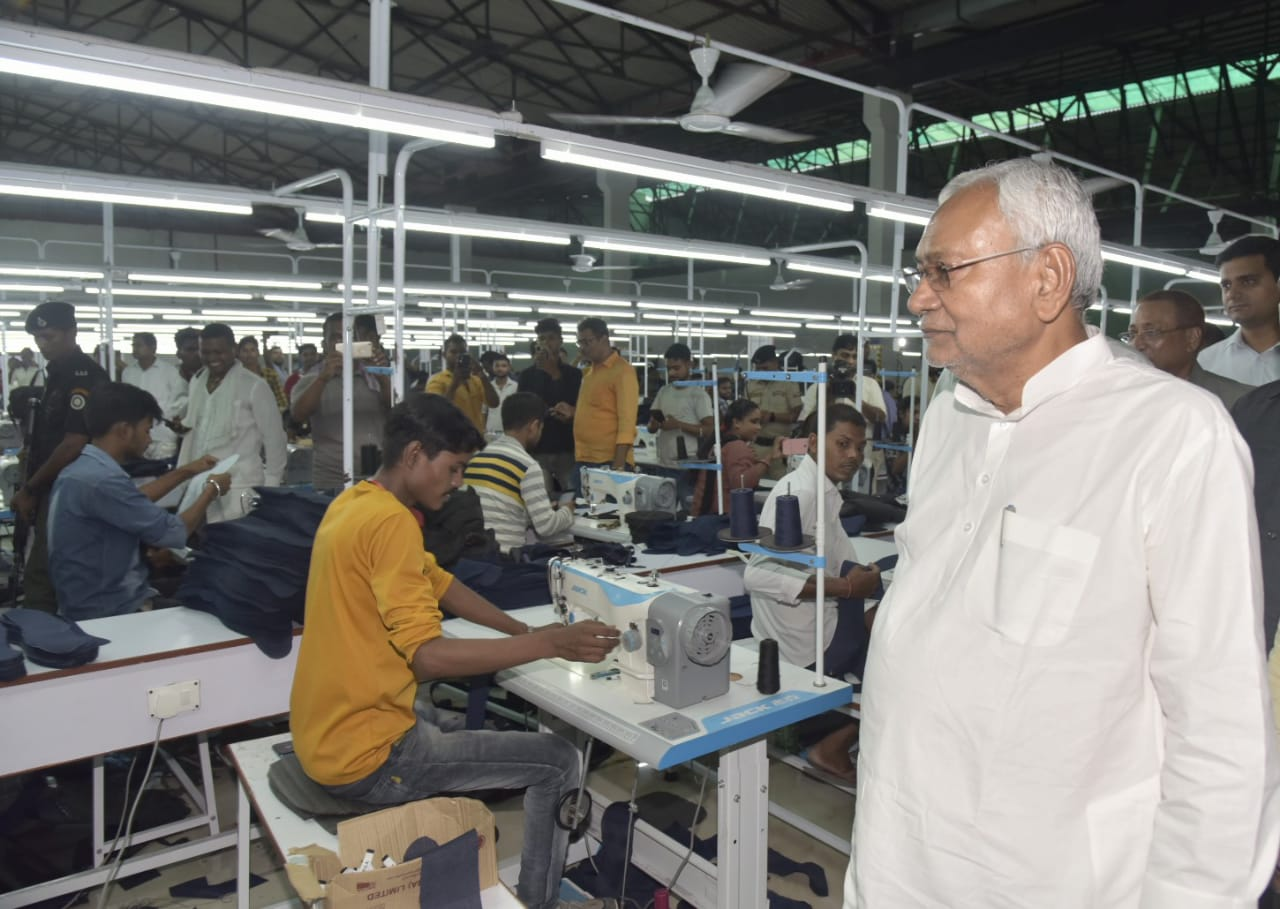
首席部长尼蒂什·库马尔参观穆扎夫法尔普尔的一家皮革厂

2013-14财年，比哈尔邦的地区生产总值达₹36,833.7亿，第一产业占22%，第二产业占5%，第三产业占73%。2014-15财年，比哈尔邦的地区生产总值增长率高达17.06%，位居印度各邦第一位，是印度经济增长较快的邦。人均生产总值亦增长强劲，按2018年价格计算，2004-05财年至2014-15财年期间，该邦人均净生产总值的年复合增长率为12.91%，人均收入在2014-15财年增长了40.6%，然而总量仍然较低。哥伦比亚大学学者鲁梅拉·森（Rumela Sen）认为比哈尔邦长期的不平等现象和种姓土地矛盾有较大关系，上层种姓抗拒土地改革，导致贫富差距难以缩小。
农业仍是比哈尔邦的最大产业，农业人口占比高达80%，超过全国平均。比哈尔邦的蔬菜产量位居全国第四，水果产量位居第八。主要种植荔枝、番石榴、芒果、菠萝、茄子、瓢瓜、花椰菜、卷心菜、水稻、小麦、甘蔗和向日葵。其荔枝年产量占全印度总量的71%。比哈尔邦土地和气候条件适宜农业耕种，但因洪灾频仍，常常威胁其产量稳定。而南部地区则常遭旱灾。
比哈尔邦以贝古萨赖为制造业和金融中心，有炼油、发电、化肥、乳品、装瓶等产业。主要工业城镇还有哈吉普尔、达尔米亚纳加尔、蒙格埃尔、贾马尔普尔、巴拉乌尼。哈吉普尔的私营产业较发达，该市的制鞋厂成为欧洲名牌公司的供应商，还为俄罗斯陆军供应军鞋。

## 交通
截至2020年，比哈尔邦铁路里程达3794公里，覆盖各大小城镇。自蒙格埃尔、贾马尔普尔、巴加爾布爾可以较便利地前往印度各大主要城市。东部专用货运走廊于2024年2月完工投运，在罗赫达斯县和奥兰加巴德县设站，在比哈尔邦境内里程为239公里。
截至2021年，比哈尔邦境内邦道里程达4006公里，国道里程达5358公里。
邦内水运航线有沿恒河的国家水路1号（National Waterways-1）。巴特那的盖加特（Gaighat）码头为永久性内河货运码头。恒河全年可供通航，有着悠久的航运贸易史。
截至2020年，比哈尔邦共有三座在运营中的机场：巴特那的贾雅普拉卡什·纳拉扬机场、格雅的格雅机场、达尔邦格阿的达尔邦格阿机场。这三座机场都有前往印度各大城市的航线。比哈尔邦唯一的国际机场是格雅机场，有前往泰国、不丹、缅甸的国际航线。

## 文化

### 绘画
比哈尔邦绘画艺术传统悠久。马杜巴尼艺术，或称为弥萨罗绘画，为弥萨罗地区起源的绘画风格，传统上由妇女在节庆和生育、结婚等重大事件期间在墙壁上作画，画术代代相传。主题通常是人与自然的联系，常见的场景有辩才天女等史诗神灵，天体，圣罗勒等宗教植物，王宫和社会场景等。构图繁复丰沛，不设留白。
博杰普尔地区流行民间的博杰普尔画派，主要绘制在寺庙墙壁或新婚夫妇房间的墙壁上，主要描绘湿婆和帕尔瓦蒂的形象。近年来也有自然物以及乡村生活等更贴近现实的主题。
巴特那画派流行于18世纪早期至20世纪中期，脱胎于蒙兀兒细密画艺术，主要是莫卧儿时代宫廷画匠的后裔创作的。奥朗则布统治时期，一群画师借道穆尔希达巴德潜逃至巴特那躲避迫害，创立此画派。主要描绘宫廷、巴刹、日常生活和仪式庆典场景，在纸张或云母上作画，着水彩。

### 音乐
比哈尔传统音乐可归类为印度斯坦古典音乐的一种。出身自比哈尔邦的音乐家有印度唢呐大师比斯米拉汗，14至15世纪的文学家维德亚帕蒂等。比哈尔邦的格雅是古典音乐的重镇，传统上流行塔帕和图姆里两种形式的声乐。出身自巴奈利庄园的查姆帕纳加尔（Champanagar）的歌唱家拉杰库马尔·夏马南德·辛哈有着深远影响，得到当时的凯萨尔巴伊·凯尔卡尔、贾斯拉杰等大师的认可。
19世纪时许多比哈尔人远渡西印度群岛、斐济、毛里求斯务工，将博杰普尔地区曲调悲伤的比尔哈（Birha）歌曲带入当地。巴特那的剧院内也流行以比尔哈配乐的剧作。

### 电影
比哈尔邦的博杰普尔语电影工业发达，亦有较小规模的摩揭陀语和迈蒂利语工业。1962年，全博杰普尔语对白的电影《恒河母亲，我要为您献上黄纱丽》大获成功，是为纯博杰普尔语电影制作的开端。

### 节日
比哈尔邦最为盛大的节日是博杰普尔地区的日神节和难近母节。邦内各地都有盛大的活动。

### 旅游
比哈尔邦是印度一大旅游目的地，2019年接待了3300万名游客，其中外国游客100万。
比哈尔邦古迹众多，有两处世界遗产：摩诃菩提寺和那烂陀寺。摩诃菩提寺位于菩提伽耶，是佛陀开悟之地。那烂陀寺是印度古代的佛教学术中心。印度考古研究所认定有72处国家重点古迹和30处邦保护古迹。
比哈尔邦还拥有丰富的生态旅游资源。跋弥国家公园是一处著名的南亚虎栖息地，超戒寺河豚保护区是濒危动物恒河豚的家园。境内亦有多处野生动物保护区及候鸟保护区。
比哈尔邦有多处印度教、佛教、耆那教的朝圣地。罗摩衍那中罗摩的妻子悉多相传生于錫塔馬里縣。释迦牟尼在今格雅县近郊的菩提伽耶开悟成佛。耆那教第十二祖伐苏布羯生于巴加爾布爾，第二十四祖筏馱摩那生于毗舍離，皆位于比哈尔邦内。印度教祭祖双周期间的供养会以比哈尔邦的圣城格雅最为盛大。

### 延伸阅读
- Swami Sahajanand Saraswati（英语：Swami Sahajanand Saraswati） Rachnawali (Selected works of Swami Sahajanand Saraswati), Prakashan Sansthan, Delhi, 2003.
- Christopher Alan Bayly（英语：Christopher Alan Bayly）, Rulers, Townsmen, and Bazaars: North Indian Society in the Age of British Expansion, 1770–1870, Cambridge University Press, 1983.
- Anand A. Yang, Bazaar India: Markets, Society, and the Colonial State in Bihar, University of California Press, 1999.
- Acharya Hazari Prasad Dwivedi（英语：Hazari Prasad Dwivedi） Rachnawali, Rajkamal Prakashan（英语：Rajkamal Prakashan）, Delhi.
- Swami Sahajanand and the Peasants of Jharkhand: A View from 1941 translated and edited by Walter Hauser along with the unedited Hindi original (Manohar Publishers, paperback, 2005).
- Sahajanand on Agricultural Labour and the Rural Poor translated and edited by Walter Hauser (Manohar Publishers, paperback, 2005).
- Religion, Politics, and the Peasants: A Memoir of India's Freedom Movement translated and edited by Walter Hauser (Manohar Publishers, hardbound, 2003).
- Pandit Yadunandan (Jadunandan) Sharma（英语：Pandit Yadunandan (Jadunandan) Sharma）, 1947, Bakasht Mahamari Aur Uska Achook Ilaaz (Bakasht Epidemic and its Infalliable Remedy) in Hindi, Allahabad.
- Jagannath Sarkar, "Many Streams" Selected Essays by Jagannath Sarkar and Reminiscing Sketches" Compiled by Gautam Sarkar Edited by Mitali Sarkar, First Published May 2010, Navakarnataka Publications Private Limited, Bangalore.
- Indradeep Sinha（英语：Indradeep Sinha）, 1969, Sathi ke Kisanon ka Aitihasic Sangharsha (Historic Struggle of Sathi Peasants), in Hindi, Patna.
- Indradeep Sinha（英语：Indradeep Sinha）, Real face of JP's total revolution, Communist Party of India (1974).
- Indradeep Sinha（英语：Indradeep Sinha）, Some features of current agrarian situation in India, All India Kisan Sabha（英语：All India Kisan Sabha）, (1987).
- Indradeep Sinha（英语：Indradeep Sinha）, The changing agrarian scene: Problems and tasks, Peoples Publishing House (1980).
- Indradeep Sinha（英语：Indradeep Sinha）, Some questions concerning Marxism and the peasantry, Communist Party of India (1982).
- Sinha, Udai Prakash; Kumar, Swargesh. . New Delhi: Concept Publishing Company. 2012  [2015-04-18]. ISBN 9788180697999.
- Nand Kishore Shukla, The Trial of Baikunth Sukul: A Revolutionary Patriot, Har-Anand, 1999, 403 pages, ISBN 81-241-0143-4.
- Shramikon Ke Hitaishi Neta, Itihas Purush: Basawon Singh published by the Bihar Hindi Granth Academy (1st Edition, April 2000).
- Ramchandra Prasad, Ashok Kumar Sinha, Sri Krishna Singh in Adhunik Bharat ke Nirmata Series, Publications Division, Ministry of Information and Broadcasting（英语：Ministry of Information and Broadcasting (India)）, Government of India.
- Walter Hauser, 1961, Peasant Organisation in India: A Case Study of the Bihar Kisan Sabha, 1929–1942, Ph.D. Thesis, University of Chicago, (Forthcoming publication).
- Rai, Algu, 1946, A Move for the Formation of an All-Indian Organisation for the Kisans, Azamgrah.
- N. G. Ranga（英语：N. G. Ranga）, 1949, Revolutionary Peasants, New Delhi.
- N. G. Ranga（英语：N. G. Ranga）, 1968, Fight For Freedom, New Delhi.
- Mahapandit Rahul Sankrityayan（英语：Mahapandit Rahul Sankrityayan）, 1943, Naye Bharet ke Naye Neta (New Leaders of New India), in Hindi, Allahabad.
- Mahapandit Rahul Sankrityayan（英语：Mahapandit Rahul Sankrityayan）, 1957, Dimagi Gulami (Mental Slavery), in Hindi, Allahabad.
- Manmath Nath Gupta（英语：Manmath Nath Gupta）, Apane samaya ka surya Dinkar, Alekha Prakasana (1981).
- Khagendra Thakur（英语：Khagendra Thakur）, Ramdhari Singh 'Dinkar': Vyaktitva aur Krititva, Publications Division, 2008 Ministry of Information and Broadcasting（英语：Ministry of Information and Broadcasting (India)）, Government of India.
- Vijendra Narayan Singh（英语：Vijendra Narayan Singh）, Bharatiya Sahitya ke Nirmata: Ramdhari Singh 'Dinkar, Sahitya Akademi（英语：Sahitya Akademi）, New Delhi, 2005, ISBN 81-260-2142-X.
- Kumar Vimal, Ramdhari Singh Dinkar Rachna – Sanchayan, Sahitya Akademi（英语：Sahitya Akademi）, New Delhi, 2008, ISBN 978-81-260-2627-2.
- Mishra Shree Govind, History Of Bihar 1740–1772 的存檔，存档日期2023-04-06., Munshiram Manoharlal（英语：Munshiram Manoharlal）, 1970
- Verma B S, Socio-religious Economic And Literary Condition Of Bihar (From ca. 319 A.D. to 1000 A.D.) 的存檔，存档日期2023-04-06., Munshiram Manoharlal, 1962
- Maitra A,Magahi Culture 的存檔，存档日期2023-04-06., Cosmo Publications, New Delhi, 1983
- Naipaul V S, India: A Wounded Civilization, Picador, 1977
- Trevithick Alan, The Revival Of Buddhist Pilgrimage At Bodh Gaya (1811–1949): Anagarika Dharmapala And The Mahabodhi Temple
- Jannuzi F. Tomasson,  Agrarian Crisis In India: The Case Of Bihar, University of Texas Press, 1974, ISBN 0-292-76414-6, ISBN 978-0-292-76414-9
- Omalley L S S, History of Magadh, Veena Publication, 2005, ISBN 81-89224-01-8
- Shukla Prabhat Kumar, Indigo And The Raj: Peasant Protests In Bihar 1780–1917[永久], Pragati Publications, 1993, ISBN 81-7307-004-0
- Ahmad Qeyamuddin, Patna Through The Ages: Glimpses of History, Society & Economy 的存檔，存档日期2023-04-06., Commonwealth Publishers, 1988
- Jain B D, Ardha Magadhi Reader, Sri Satguru Publications, Lahore, 1923
- Patra C, Life in Ancient India: As Depicted In The Digha Nikaya, Punthi Pustak, 1996, ISBN 81-85094-93-4
- Hazra Kanai Lal, Buddhism in India As Described by the Chinese Pilgrims AD 399–689, Munshiram Manoharlal, 1983, ISBN 81-215-0132-6
- McCrindle John W., Ancient India As Described By Megasthenes And Arrian, Munshiram Manoharlal
- McCrindle John W., Ancient India As Described By Ptolemy 的存檔，存档日期2023-04-06., Munshiram Manoharlal, 1927, ISBN 81-215-0945-9
- Sastry Harprasad, Magadhan Literature, Sri Satguru Publications, Calcutta, 1923
- Rai Alok, Hindi Nationalism, Orient Longman, 2000, ISBN 81-250-1979-0
- Waddell Austine L., Report on the Excavations at Pataliputra (Patna) – The Palibothra of the Greeks, Asian Publicational Services, Calcutta, 1903
- Das Arvind N., The State of Bihar: an economic history without footnotes, Amsterdam: VU University Press, 1992
- Brass Paul R., The politics of India since Independence, Cambridge University Press, 1990
- Askari S. H., Mediaeval Bihar: Sultante and Mughal Period, Khuda Bakhsh Oriental Public Library, Patna, 1990
- Tayler William, Three Months at Patna during the Insurrection of 1857, Khuda Bakhsh Oriental Public Library, Patna, 2007
- Taylor P.J.O., "What really happened during the Mutiny: A day by day account of the major events of 1857–1859 in India", Oxford University Press, 1997, ISBN 0-19-564182-5
- Pathak Prabhu Nath, Society and Culture in Early Bihar (C.A.D. 200 – 600) 的存檔，存档日期2023-04-14., Commonwealth Publishers, 1988
- Basham A. L., The Wonder that was India, Picador, 1954, ISBN 0-330-43909-X
- Nambisan Vijay, Bihar in the eye of the beholder, Penguin Books, 2000, ISBN 978-0-14-029449-1
- Pathak Mohan, Flood plains and Agricultural occupance, Deep & Deep Publication, 1991, ISBN 81-7100-289-7
- D'Souza Rohan, Drowned and Dammed:Colonial Capitalism and Flood Control in Eastern India, Oxford University Press, 2006,
- Radhakanta Barik – Land & Caste Politics in Bihar (Shipra Publications, Delhi, 2006)

## 外部連結
- 比哈尔邦官方网站 的存檔，存档日期2011-06-15.
- 比哈尔邦旅游发展公司 的存檔，存档日期2010-01-27.
- 《大英百科全书》中的条目：Bihar（英文）
- 中的“Bihar”
- 維基媒體的Bihar地圖集
- OpenStreetMap上有關比哈尔邦的地理